# Студиница (Олт)
Студиница (рум. Studinița) насеље је у Румунији у округу Олт у општини Студина. Oпштина се налази на надморској висини од 78 m.

## Становништво
Према подацима из 2002. године у насељу је живело 1310 становника, од којих су сви румунске националности.